# Lukáš Dostál
Lukáš Dostál, född 22 juni 2000, är en tjeckisk professionell ishockeymålvakt som spelar för Anaheim Ducks i NHL.
Han har tidigare spelat för San Diego Gulls i AHL, Ilves i Liiga; HC Kometa Brno i Extraliga; Koovee i Mestis samt SK Horácká Slavia Třebíč i Chance Liga.
Dostál draftades av Anaheim Ducks i tredje rundan i 2018 års draft som 85:e spelare totalt.